# یونیون (کامیونیتی)، شهرستان کلیر، ویسکانسین
یونیون (به انگلیسی: Union) یک منطقهٔ مسکونی در ایالات متحده آمریکا است که در Eau Claire County واقع شده‌است. یونیون ۲۷۷٫۰۷ متر بالاتر از سطح دریا واقع شده‌است.